# О’Лири, Майкл Греттен
Майкл Греттен О’Лири (англ. Michael Grattan O'Leary; 19 февраля 1888, г. Гаспе, Квебек, Канада — 7 апреля 1976, Оттава) — канадский журналист, публицист, политик, член Сената Канады. Ректор. Почëтный доктор социологии.

## Биография
В качестве журналиста начал работать в 1911 году в «Ottawa Journal», позже стал редактором газеты. Был представителем прессы в парламенте на протяжении более 20 лет. В разное время — корреспондент The Times в Оттаве.
В качестве международного журналиста принимал участие в ряде конференций в Лондоне , Вашингтоне и Канберре, в 1945 году освещал события на Потсдамской конференции.
Член Консервативной партии Канады. В 1962 О’Лири был избран в Сенат Канады.
Занимал должность ректора университета Куинс в Кингстоне, Онтарио в 1968 году, но был вынужден уйти в отставку под давлением студентов.